# Салшур
Салшу́р — річка в Росії, права притока Убиті. Протікає територією Удмуртії (Глазовський район).
Річка починається неподалік колишнього села Івашево. Протікає на північний захід. Впадає до Убиті неподалік села Удмуртські Ключі. Приймає декілька дрібних приток, найбільші з яких праві Четкершур та Педоновський струмок. На річці створено декілька ставків.
Над річкою розташовані села Поздеєво, Іваново та Горлиця.